# Station Lustin
Station Lustin is een spoorwegstation langs spoorlijn 154 (Namen - Dinant) bij de weg naar Lustin in de gemeente Profondeville.

## Treindienst
| Serie       | Treinsoort          | Route                                                                   | Bijzonderheden                                      |
| ----------- | ------------------- | ----------------------------------------------------------------------- | --------------------------------------------------- |
| IC 17       | Intercity (NMBS)    | Brussels Airport-Zaventem – Brussel-Luxemburg – Namen – Lustin – Dinant | Rijdt in het weekend tussen Brussel-Zuid en Dinant. |
| L 6050      | L-trein (NMBS)      | Namen – Lustin – Dinant – Bertrix – Libramont                           |                                                     |
| P 7660/8660 | Piekuurtrein (NMBS) | Bertrix – Dinant – Lustin – Namen                                       | Rijdt alleen op werkdagen.                          |

## Galerij

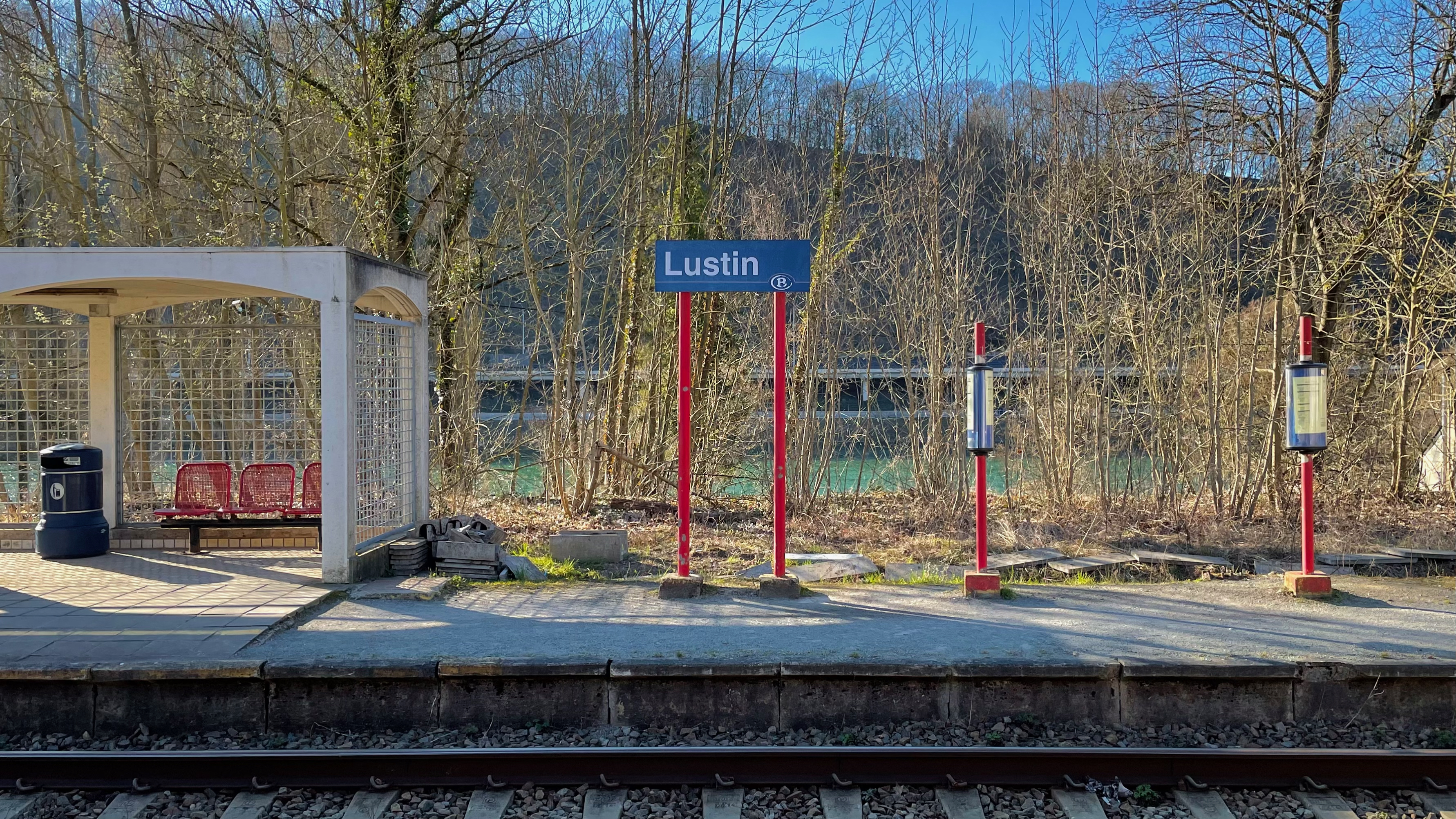
Plaatsnaambord
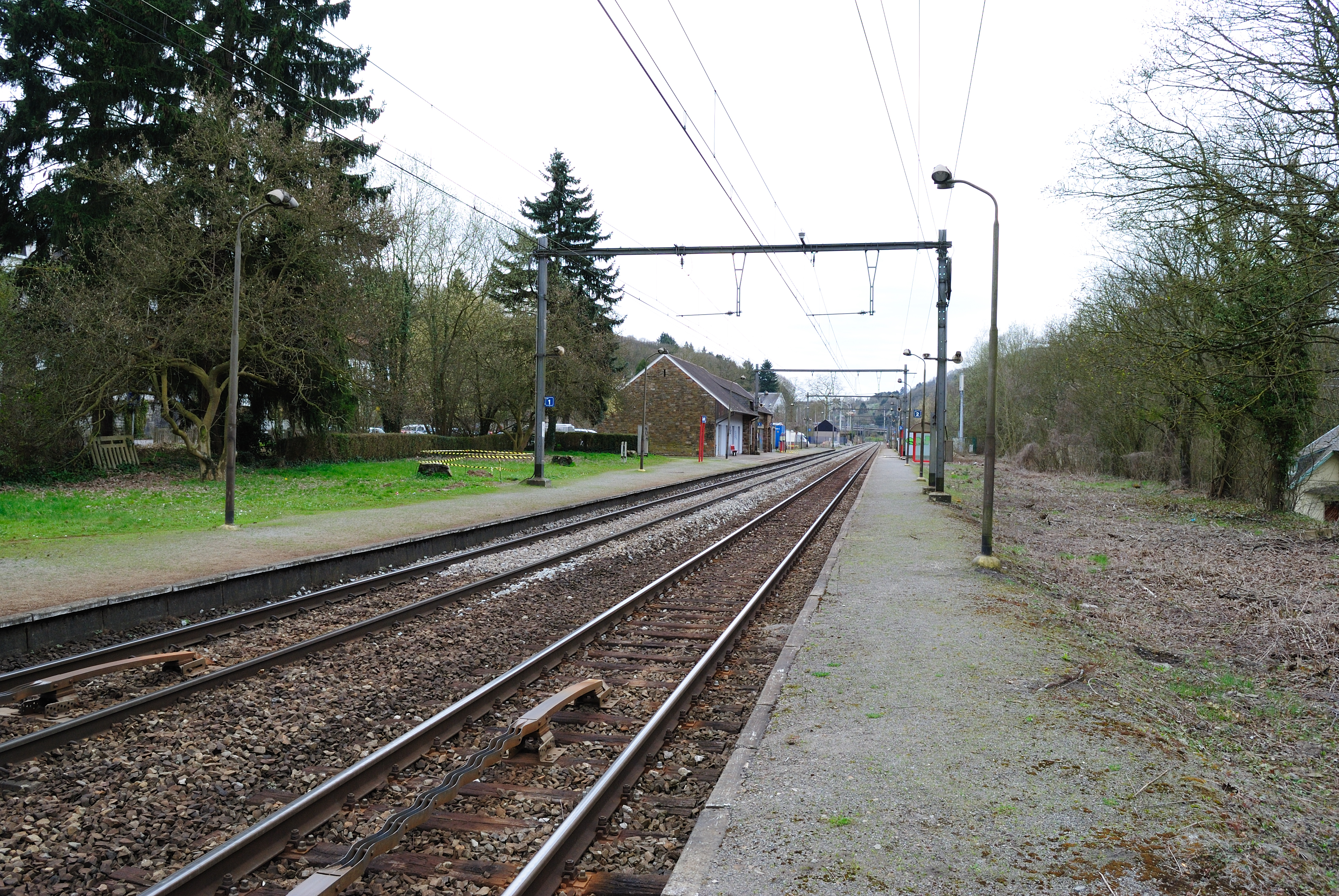
Zicht op het perron

## Reizigerstellingen
De grafiek en tabel geven het gemiddeld aantal instappende reizigers weer op een week-, zater- en zondag.
| Tabel: aantal instappende reizigers station Lustin | Tabel: aantal instappende reizigers station Lustin | Tabel: aantal instappende reizigers station Lustin | Tabel: aantal instappende reizigers station Lustin |
|                                                    | Weekdag                                            | Zaterdag                                           | Zondag                                             |
| -------------------------------------------------- | -------------------------------------------------- | -------------------------------------------------- | -------------------------------------------------- |
| 1977                                               | 133                                                | 70                                                 | 49                                                 |
| 1978                                               | 177                                                | 76                                                 | 75                                                 |
| 1979                                               | 173                                                | 74                                                 | 90                                                 |
| 1980                                               | 190                                                | 84                                                 | 69                                                 |
| 1981                                               | 201                                                | 83                                                 | 108                                                |
| 1982                                               | 198                                                | 85                                                 | 130                                                |
| 1983                                               | 233                                                | 89                                                 | 91                                                 |
| 1984                                               | 199                                                | 73                                                 | 89                                                 |
| 1985                                               | 185                                                | 52                                                 | 94                                                 |
| 1986                                               | 206                                                | 122                                                | 100                                                |
| 1987                                               | 199                                                | 87                                                 | 84                                                 |
| 1988                                               | 230                                                | 74                                                 | 122                                                |
| 1989                                               | 262                                                | 78                                                 | 98                                                 |
| 1990                                               | 242                                                | 107                                                | 98                                                 |
| 1991                                               | 219                                                | 69                                                 | 68                                                 |
| 1992                                               | 247                                                | 71                                                 | 95                                                 |
| 1993                                               | 266                                                | 93                                                 | 82                                                 |
| 1994                                               | 292                                                | 124                                                | 117                                                |
| 1995                                               | 216                                                | 99                                                 | 98                                                 |
| 1996                                               | 285                                                | 64                                                 | 80                                                 |
| 1997                                               | 281                                                | 110                                                | 112                                                |
| 1998                                               | 308                                                | 87                                                 | 132                                                |
| 1999                                               | 279                                                | 86                                                 | 128                                                |
| 2000                                               | 351                                                | 151                                                | 196                                                |
| 2001                                               | 341                                                | 131                                                | 108                                                |
| 2002                                               | 314                                                | 112                                                | 110                                                |
| 2003                                               | 214                                                | 120                                                | 149                                                |
| 2004                                               | 230                                                | 100                                                | 145                                                |
| 2005                                               | 282                                                | 152                                                | 148                                                |
| 2006                                               | 294                                                | 98                                                 | 85                                                 |
| 2007                                               | 282                                                | 102                                                | 118                                                |
| 2008                                               | -                                                  | -                                                  | -                                                  |
| 2009                                               | 386                                                | 174                                                | 152                                                |
| 2010                                               | -                                                  | -                                                  | -                                                  |
| 2011                                               | -                                                  | -                                                  | -                                                  |
| 2012                                               | 389                                                | 136                                                | 163                                                |
| 2013                                               | 426                                                | 174                                                | 218                                                |
| 2014                                               | 516                                                | 127                                                | 144                                                |
| 2015                                               | 378                                                | 160                                                | 182                                                |
| 2016                                               | 418                                                | 121                                                | 220                                                |
| 2017                                               | 419                                                | 154                                                | 214                                                |
| 2018                                               | 386                                                | 134                                                | 90                                                 |
| 2019                                               | 392                                                | 183                                                | 173                                                |
| 2020                                               | 240                                                | 115                                                | 131                                                |
| 2021                                               | -                                                  | -                                                  | -                                                  |
| 2022                                               | 495                                                | 246                                                | 293                                                |
| 2023                                               | 419                                                | 194                                                | 210                                                |
| 2024                                               | 501                                                | 296                                                | 282                                                |

0,0: Namen ·
3,0: Jambes ·
4,8: Velaine ·
7,6: Dave-Nord ·
10,8: Tailfer ·
12,8: Profondeville ·
14,0: Lustin ·
17,0: Godinne ·
20,1: Yvoir ·
21,8: Houx ·
25,8: Bouvignes-sur-Meuse ·
28,0: Dinant ·
29,5: Neffe ·
36,4: Waulsort ·
36,4: Waulsort-Dorp ·
41,8: Hastière ·
44,2: Hermeton-sur-Meuse ·
46,1: Heer-Agimont